# Olga Flor

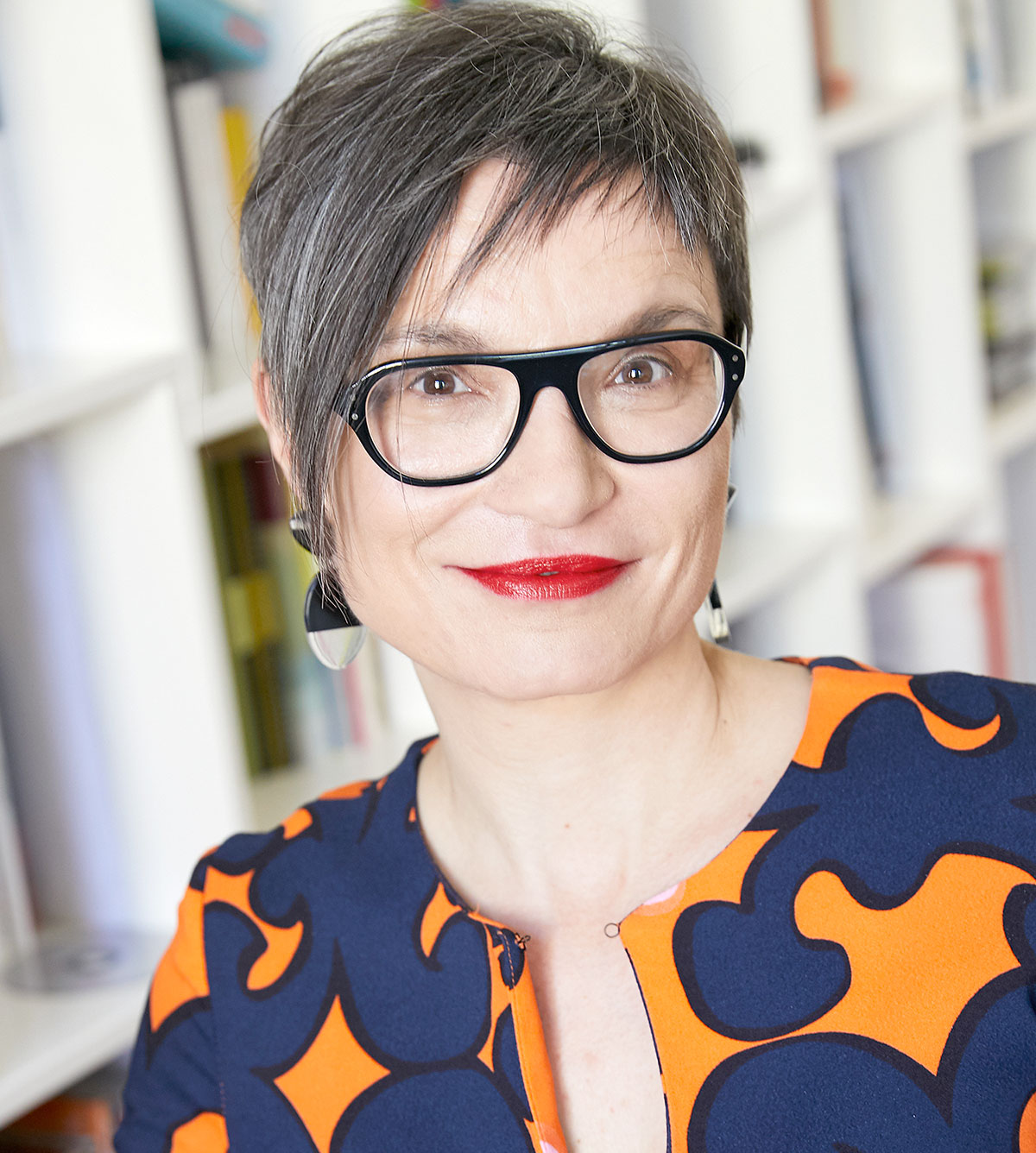
Olga Flor, 2018

Olga Flor (* 25. Januar 1968 in Wien) ist eine österreichische Schriftstellerin.

## Leben
Olga Flor wuchs in Wien, Köln und seit 1978 in Graz auf. Sie legte die Reifeprüfung am Akademischen Gymnasium Graz ab. Von 1986 bis 1993 studierte sie an der Universität Graz Physik und Kunstgeschichte und schloss das Studium mit dem Magistergrad ab. Anschließend arbeitete sie im Multimedia-Bereich. Flor ist Verfasserin von erzählerischen Werken und Theaterstücken. Ihr erster Roman Erlkönig erschien im Frühjahr 2002. 2003 nahm sie am Ingeborg-Bachmann-Wettbewerb in Klagenfurt teil.
Der Monolog Fleischgerichte wurde 2004 im Schauspielhaus Graz uraufgeführt.
Olga Flor ist Mitglied der Grazer Autorenversammlung.

## Werke
- Erlkönig. Roman in 64 Bildern, Steirische Verlagsgesellschaft, Graz 2002, ISBN 3-85489-066-4.
- Talschluss. Roman, Paul Zsolnay Verlag, Wien 2005, ISBN 3-552-05332-8.
- Kollateralschaden. Roman, Paul Zsolnay Verlag, Wien 2008, ISBN 978-3-552-05440-0.
- Die Königin ist tot. Roman, Paul Zsolnay Verlag, Wien 2012, ISBN 978-3-552-05578-0.
- Ich in Gelb. Roman, Jung und Jung Verlag, Salzburg/Wien 2015, ISBN 978-3-99027-067-7.
- Klartraum. Roman, Jung und Jung Verlag, Salzburg/Wien 2017, ISBN 978-3-99027-096-7.
- Politik der Emotion. Residenz Verlag, Wien/Salzburg 2018, ISBN 978-3-7017-3423-8.
- Morituri. Roman, Jung und Jung Verlag, Salzburg 2021, ISBN 978-3-99027-246-6.
- Ein kurzes Buch zum fröhlichen Untergang. Roman, Jung und Jung Verlag, Salzburg 2025, ISBN 978-3-99027-418-7.

## Auszeichnungen
- 2001 Literaturförderpreis der Stadt Graz
- 2003 Österreichisches Staatsstipendium für Literatur
- 2003 Reinhard-Priessnitz-Preis
- 2004 Otto-Stoessl-Preis
- 2006 George-Saiko-Reisestipendium
- 2008 Kollateralschaden. Nominierung (Longlist) für den Deutschen Buchpreis
- 2011–2012 Elias-Canetti-Stipendium[1]
- 2011 Die Königin ist tot. Nominierung für den Alfred-Döblin-Preis
- 2012 Outstanding Artist Award für Literatur
- 2012 Rotahorn-Literaturpreis
- 2012 Anton-Wildgans-Preis (Verleihung Oktober 2013)
- 2014 Veza-Canetti-Preis der Stadt Wien, Laudatio von der Jurorin Daniela Strigl[2]
- 2017–2020 Elias-Canetti-Stipendium[1]
- 2017 Klartraum. Shortlist zum Österreichischen Buchpreis
- 2018 Droste-Preis der Stadt Meersburg
- 2019 Franz-Nabl-Preis[3]
- 2021 Ehrenzeichen des Landes Steiermark für Wissenschaft, Forschung und Kunst[4]
- 2021 Morituri. Shortlist zum Österreichischen Buchpreis
- 2022–2023 Langzeitstipendium für Literatur 2022/23 des Bundesministerium für Wohnen, Kunst, Kultur, Medien und Sport[5]
- 2023 Gert-Jonke-Preis[6]
- 2024–2025 Projektstipendium für Literatur des Bundesministerium für Wohnen, Kunst, Kultur, Medien und Sport[7]